# ケネーズ・ヘカ・エテルカ
ケネーズ・ヘカ・エテルカ（ハンガリー語: Kenéz Heka Etelka、1936年10月26日 - 2024年5月5日）は、ハンガリーの詩人・小説家・歌手。

## 略歴
ユーゴスラビアのガイッチ生まれ。ハンガリーのホードメゼーヴァーシャールヘイで住む。
2024年5月5日に死去。88歳没。

## 作品
- 2005年 Kenéz Heka Etelka japán haiku stílusban írt költeményei (『ケネーズ・ヘカ・エテルカの俳句』) （ハンガリー語）
- 2008年 Kína varázsa: kínai versek, írások (『中国魅力』) （ハンガリー語）
- 2015年 1050 karácsonyi haiku ének (『1050クリスマス俳句』) （ハンガリー語）